# Бибиков, Сергей Ильич
Сергей Ильич Бибиков (1851—1903) — генерал-лейтенант из рода Бибиковых. Комендант Императорской Главной квартиры.

## Биография
Происходил из дворян Московской губернии, сын Виленского военного губернатора и Гродненского, Минского и Ковенского генерал-губернатора генерал-адъютанта Ильи Гавриловича Бибикова от брака с Варварой Петровной урождённой Мятлевой; родился 5 июня 1851 года в Вильне. Зачислен в пажи 30 апреля 1855 года и 19 мая 1866 года поступил в Пажеский корпус, с 25 февраля 1869 года — камер-паж.
12 июля 1869 года произведён в корнеты и 19 июля выпущен из корпуса в лейб-гвардии Конный полк; поручик с 8 апреля 1873 года, штабс-ротмистр с 30 августа 1875 года. 10 октября 1876 года назначен ординарцем к главнокомандующему Кавказской армией великому князю Михаилу Николаевичу, a 27 февраля 1877 года назначен в его распоряжение офицером для особых поручений.
Бибиков принимал участие в кампании 1877—1878 годов против турок в составе действующего на кавказско-турецкой границе корпуса; 24 апреля был при занятии Кагызмана, затем участвовал в кавалерийском деле у селения Вегли-Ахмета (18 мая), в сражении под Зивином (13 июня), в сражении под горой Кизил-Топа (13 августа), в трёхдневном бою на Аладжинских высотах (20—22 сентября) и в бою под Авлиаром (3 октября), где была разбита армия Мухтара-Паши. За отличие при взятии форта Канлы, при штурме крепости Карс, Бибиков был 19 апреля 1878 года награждён орденом св. Георгия 4-й степени
В воздаяние за отличие, оказанное при штурме крепости Карса, в ночь с 5 на 6 Ноября 1877 года, где первым бросился на бруствер укрепления и оставаясь до конца дела во главе колонны, личною храбростию и распорядительностию имел значительное влияние на всю штурмовавшую колонну, чем много содействовал полному успеху штурма укрепления Канлы.
За разновременные отличия в эту войну Бибиков 30 августа 1877 года также получил орден св. Владимира 4-й степени с мечами и бантом.
По взятии Карса, Бибиков по приказанию великого князя Михаила Николаевича был отправлен курьером в действующую Дунайскую армию, для извещения о штурме и для отвоза трофейных Карсских знамён. Прибыв в Главную квартиру Его Величества Бибков был 22 ноября пожалован во флигель-адъютанты. Находясь при Дунайской армии Бибиков участвовал во взятии Плевны. 25 апреля 1878 года он отчислен, по Высочайшему повелению, в Свиту Его Величества. 6 января 1879 года произведён в ротмистры.
19 июня 1879 года был обратно откомандирован в распоряжение великого князя Михаила Николаевича для принятия участия в экспедиции в Закаспийском крае против текинцев. Там он 28 августа 1879 года, командуя полуэскадроном Переяславского драгунского полка, участвовал в первом штурме Геок-Тепе и, несмотря на общую неудачу штурма, за отличие в этом деле был 26 августа 1880 года награждён золотым палашом с надписью «За храбрость».
По окончании похода Бибиков приехал в Санкт-Петербург, где по высочайшему повелению назначен состоять при великом герцоге Ольденбургском, во время пребывания его высочества в Санкт-Петербурге (в ноябре 1880 года), причём пожалован ольденбургским орденом «За заслуги» 2-го класса. 3 марта 1881 года Бибиков был назначен состоять при его королевском высочестве принце Фридрихе-Вильгельме Гессенском, во время его пребывания в Санкт-Петербурге, причём принц пожаловал Бибикова офицерским крестом гессенского ордена Филиппа Великодушного. В мае того же года Бибиков вновь состоял при герцоге Ольденбургском.
4 июня 1881 года Бибиков был переведён в 3-й гусарский Елисаветградский полк, с переименованием в подполковники (с 5 июля) и с оставлением в звании флигель-адъютанта. 26 февраля 1883 года он произведён в полковники, с оставлением в звании. С 22 апреля по 4 июня 1883 года состоял при императоре Александре III во время его коронации, причем получил установленную в память сего события темно-бронзовую медаль на Александровской ленте.
В 1885 году награждён командорским крестом виртембергского ордена Короны; с 4 февраля по 20 марта 1886 года состоял при великом герцоге Гессенском во время пребывания в Санкт-Петербурге и награждён командорским крестом 2-го класса Гессенского ордена Филиппа Великодушного.
12 марта 1888 года Бибиков был назначен командиром Уральского казачьего № 3 полка, с оставлением в звании флигель-адъютанта. 6 мая 1890 года награждён орденом св. Станислава 2-й степени и 26 ноября того же года назначен командиром 44-го драгунского Его Величества Короля Виртембергского Нижегородского полка. 26 сентября 1891 года Бибиков по Высочайшему повелению командирован в Штутгарт, по случаю кончины шефа полка, короля Виртембергского, и там был награждён командорским крестом 1-го класса ордена Филиппа Великодушного.
25 декабря 1894 года Бибиков был произведён в генерал-майоры с назначением состоять в распоряжении командующего войсками Одесского военного округа, в том же году он получил орден св. Анны 2-й степени. С 21 марта 1896 года был комендантом Императорской Главной квартиры (на этой должности сменил П. П. Гессе), а 2 марта 1899 года занял должность командира 2-й бригады 2-й гвардейской кавалерийской дивизии. 7 мая 1901 года назначен командующим 10-й кавалерийской дивизией, а 6 декабря того же года был произведён в генерал-лейтенанты с утверждением в должности начальника дивизии.
Скончался в Харькове 7 мая 1903 года.

## Семья
Бибиков был женат на вдове гвардии полковника Елизавете Петровне Араповой, урождённой Ланской, дочери генерал-адъютанта генерала от кавалерии Петра Петровича Ланского и его жены Наталии Николаевны Пушкиной, вдовы А. С. Пушкина.

## Воинские звания
- Корнет гвардии (12.07.1869)[3]
- Флигель-адъютант (1871)
- Поручик (08.04.1873)
- Штабс-ротмистр (30.08.1875)
- Ротмистр (06.01.1879)
- Подполковник (05.07.1881)
- Полковник (26.02.1883)
- Генерал-майор (25.12.1894)
- Генерал-лейтенант (06.12.1901)

## Награды
российские:
- Орден Святого Владимира 4 ст. с бантом (1871)[3]
- Орден Святого Георгия 4 ст. (1878)
- Золотое оружие «За храбрость» (1880)
- Орден Святого Станислава 2 ст. (1890)
- Орден Святой Анны 2 ст. (1894)
- Орден Святого Владимира 3 ст. (1897)

иностранные:
- Персидский Орден Льва и Солнца 3 ст. (1878)
- Румынский Орден Звезды Румынии офицерский крест (1878)
- Ольденбургский Орден Заслуг герцега Петра-Фридриха-Людвига 2 ст. украшенный алмазами (1880)
- Гессен-Дармштадтский Орден Филиппа Великодушного офицерский крест (1881)
- Прусский Орден Короны командорский крест (1885)
- Гессен-Дармштадтский Орден Филиппа Великодушного 2 ст (1886)
- Вюртенбергский Орден Фридриха 1 ст (1892)
- Итальянский Орден Короны Италии командорский крест 1 класса (1894)
- Бухарский Орден Благородной Бухары 2 ст. (1895)
- Итальянский Орден Короны Италии 1 ст. (1895)
- Австрийский Орден Франца Иосифа 2 ст. (1897)
- Болгарский Орден «Святой Александр» 1 ст. (1899)
- Прусский Орден Короны 1 ст. (1900)
- Персидский Орден Льва и Солнца 1 ст. (1900)